# Igor Burzanović
Igor Burzanović (ur. 25 sierpnia 1985 w Titogradzie) – czarnogórski piłkarz, występujący na pozycji ofensywnego pomocnika lub napastnika. Były reprezentant reprezentacji Czarnogóry.

## Życiorys

### Kariera klubowa
Jego pierwszym klubem w karierze był FK Budućnost Podgorica, grał w nim od 1995 roku. W ostatnich latach był gwiazdą tego zespołu i zastępcą kapitana drużyny. W sezonie 2006/2007 strzelił gola w wygranym 2-0 meczu wyjazdowym przeciwko Rudarowi. Była to bramka z rzutu karnego na 2-0 i jednocześnie pierwszy gol z „jedenastki” w historii ligi czarnogórskiej, a drugi w ogóle.
1 stycznia 2007 trafił do serbskiego klubu FK Crvena zvezda, skąd został wykupiony z Podgoricy za 200 tysięcy euro i podpisał obowiązujący do 2011 roku kontrakt. W sezonie 2006/2007 wywalczył z nim tytuł mistrza Prvej ligi. W zimie 2009 roku został wypożyczony na pół sezonu do rodzimego kraju, do Budućnosci Podgorica. Swoją karierę Burzanović kontynuował w japońskiej J-League i przez dwa sezony był wyróżniającą się postacią Nagoyi Grampus Eight. 14 listopada 2010 zerwał więzadło krzyżowe w prawym kolanie i nie powrócił już do formy sprzed lat. Po odejściu z Nagoyi krótko przebywał w Buriram United (występującym w lidze Tajlandii).
Następnie był zawodnikiem klubów: FK Budućnost Podgorica z Prva crnogorska fudbalska liga (2013–2014), kazachskiego Irtysz Pawłodar z Priemjer Ligasy (2014–2015), chińskiego Hunan Billows F.C. z China League One (2015), FK Budućnost Podgorica (2016), OFK Petrovac (2017–2018) i FK Iskra Danilovgrad (2018).

### Kariera reprezentacyjna
Miał pewne miejsce w reprezentacji U-21 Serbii i Czarnogóry, do momentu usamodzielnienia się tego drugiego kraju. Uważa się go za jednego z najbardziej zdolnych i perspektywicznych piłkarzy na Czarnogórze. Burzanović w pierwszym meczu eliminacji Mistrzostw Świata 2010 przyczynił się do odniesienia zwycięstwa 2-1 nad Węgrami, strzelając ważną bramkę.
W seniorskiej reprezentacji Czarnogóry zadebiutował 24 marca 2007 na stadionie Pod Goricom w wygranym 2:1 meczu towarzyskim przeciwko reprezentacji Węgier.

## Sukcesy

### Klubowe
FK Crvena zvezda
- Zwycięzca Super liga Srbije: 2006/2007
- Zdobywca drugiego miejsc Super liga Srbije: 2007/2008
- Zdobywca Kup Srbije u fudbalu: 2006/2007

Nagoya Grampus
- Zwycięzca J1 League: 2010
- Zdobywca drugiego miejsca J1 League: 2011
- Zdobywca Superpucharu Japonii: 2011

FK Budućnost Podgorica
- Zwycięzca Prva crnogorska fudbalska liga: 2015/2016
- Zdobywca Pucharu Czarnogóry: 2015/2016